# Fernando de Rojas
Fernando de Rojas (La Puebla de Montalbán, 1465 – Talavera de la Reina, 8 aprile 1541) è stato uno scrittore spagnolo.
È stato uno scrittore di identità incerta, spagnolo perché svolse la sua attività, a quanto pare, in Spagna.
Da alcuni gli viene attribuita la paternità di uno dei capolavori della letteratura spagnola, La Celestina.

## Biografia
Pare si trattasse di un ebreo convertito: è questa una delle ragioni dell'incerta identità e della dubbia attribuzione dell'opera, il cui titolo completo è La comedia de Calixto y Melibea o Libro de Calisto y Melibea y de la puta vieja Celestina.
Pubblicata nel 1499 inizialmente in 16 atti e dopo due anni in una nuova edizione in 21 atti, essa ha avuto numerosissime edizioni, a riprova della sua enorme fortuna.
Nel 1505 si sposa con Eleonor Álvares di Montalbán, da cui avrà 7 figli; solo il primogenito continua la carriera del padre.

## La Celestina
La vicenda si impernia sull'amore di Calisto per Melibea e trova la sua forza drammatica nell'azione dell'astuta mezzana Celestina, che favorisce l'unione dei due giovani, provocandone però anche la morte e cadendo ella stessa vittima dei propri intrighi.
Tutta l'opera è un perenne incrociarsi di motivi ora rinascimentali ora medievali, avvertibili sia nella caratterizzazione dei vari personaggi, sia nello stile che ad autentici sfoggi di retorica alterna sanguigne espressioni popolari.
Dalle pagine di questa specie di romanzo dialogato emergono con prepotenza da un lato la figura di Celestina, al tempo stesso ripugnante e sornionamente accattivante, perfida e popolarescamente saggia e, dall'altro, la storia dei due amanti, di delicata e squisita tessitura poetica, culminante nella stupenda scena della morte.